# Lundbytorp
Lundbytorp är en äppelsort vars fruktkött är löst, saftigt, och har en smak som är söt och aningen syrlig. Fruktköttet har en vit färg. Små bruna kärnor. Slutet kärnhus. Röd täckfärg på ca 50% av äpplet. Äpplet har en tendens till stötskador. Typisk storlek höjd 63mm, bredd 80mm, stjälk 18mm lång, 2,5mm diameter. Blomningen är tidig. Sorten är diploid och har följande självsterilitetsgener, S7S17b. Lundbytorp plockas i september. Lundbytorp mognar omkring januari och kan därefter lagras till april. Lundbytorp är främst ett ätäpple, och äpplen som pollineras av Lundbytorp är bland annat Cortland, Cox Orange, Ingrid Marie och James Grieve. I Sverige odlas Lundbytorp gynnsammast i zon 1. Enligt pometet i Danmark ger Lundbytorp en äpplemust med bättre smakintensitet och äpplesmak än något annat undersökt äpple.